# Eu Não Quero Voltar Sozinho
Eu não quero voltar sozinho és un curtmetratge brasiler llançat en 2010, dirigit per Daniel Ribeiro. El curtmetratge va guanyar el Premi Iris (Iris Prize) 2011.

## Trama
El film conta la història de Leonardo, un adolescent cec que s'enamora del seu nou company de curs al col·legi, Gabriel. Leonardo ha de bregar amb la gelosia de la seva millor amiga, Giovana, al mateix temps que amb el fet de sentir alguna cosa per Gabriel.

## Pel·lícula
Al desembre de 2012, en el compte oficial de Twitter d'aquest curtmetratge es va anunciar que una pel·lícula basada en el mateix estava ja en producció i que el seu nom seria Todas as coisas mais simples, después de dos años de preparación del libreto. després de dos anys de preparació del llibret. Actualment el càsting està complet, amb els tres mateixos actors principals repetint els seus personatges.
El 10 de setembre l'any 2013 va ser anunciat pel director Daniel Ribeiro que el títol era provisional, així com desconnectat de la molt genèrica idea del curt. I després de molta discussió i debat entorn d'un nou nom, va arribar a un títol que reflecteix tant els canvis en la pel·lícula com els conflictes de Leonardo. I llavors es va anunciar el nou títol: Hoje eu quero voltar sozinho.
La data de llançament original, se suposava que era el 28 de març de 2014, però es va ajornar al 10 d'abril. Abans d'això, la seva primera exhibició pública va ser l'exposició paral·lela més important del Festival de Berlín, la fira Panorama, que va tenir lloc entre el 6 i el 16 de febrer de 2014.
Hoje Eu Quero Voltar Sozinho va arribar en format digital a iTunes el 26 de juny de 2014, aconseguint el segon lloc dels més descarregats en menys de 24 hores.
Al Regne Unit, el distribuïdor Peccadillo Pictures ha adquirit els drets per a mostrar la pel·lícula, i volen portar-lo als cinemes al novembre de 2014.

## Censura
La pel·lícula feia part del Cine Educação, programa que projecta pel·lícules a les escoles en col·laboració amb Mostra Llatinoamericana de Cinema i Drets Humans. Després d'haver estat exhibit en una sala de classes en Acre, el curtmetratge va ser confós amb el Kit Anti-Homofòbia, material didàctic preparat pel Ministeri d'Educació, la distribució de la qual havia estat prohibida. Líders religiosos d'Acre van pressionar a polítics de la regió i van aconseguir la prohibició del programa Cine Educação i la projecció de la pel·lícula a les escoles de l'estat.

## Repartiment
- Guilherme Lobo com Leonardo
- Fabio Audi com Gabriel
- Tess Amorim com Giovana

## Premis
| Festival de cinema                                         | Categoria                              | Any  | Resultat  |
| ---------------------------------------------------------- | -------------------------------------- | ---- | --------- |
| Outfest                                                    | Outstanding Dramatic Short Film        | 2011 | Guanyador |
| Iris Prize Festival                                        | Iris Prize                             | 2011 | Guanyador |
| Festival de Cinema de Cork                                 | OutLook Award for Best LGBT Short Film | 2011 | Guanyador |
| Reel Affirmations                                          | Best Male Short                        | 2011 | Guanyador |
| Festival Internacional de Cinema Gai i Lèsbic de Barcelona | Millor curtmetratge (audiència)        | 2011 | Guanyador |